# Ашарити
Ашарити (араб. الأشاعرة) — мутакалими, представники одного з основних напрямків мусульманської теології (сунітського калама). Засновник — видатний мусульманський мислитель і філософ Абуль-Хасан аль-Ашарі (873 або 874—935). Ідеї ашаритів отримували поширення переважно в середовищі шафіїтів і маликітів.
Після X століття ашаризм став основною школою калама. Ашаризм представляв розв'язання теологічних питань між позицією мутазалитів і асаритів, прихильників свободи волі (кадаритів) і прихильників приречення (джабаритів), номіналізму і реалізму в осмисленні божественних атрибутів, спрямованих на пом'якшення наслідки діяльності «абсолютного розуму» мутазалитів. Ашарити відкидали таклід (сліпе слідування релігійним авторитетам). Вони заперечували існування природних причинно-наслідкових зв'язків між явищами, вважаючи, що відбуваючись у світі процеси йдуть згідно з введеним Аллахом порядком, який зумовлений Його одвічним знанням.

## Подібність і відмінність від мутазалитів
Довгі роки Абуль-Хасан аль-Ашарі був представником мутазалитської школи ісламської філософії, але пізніше він переглянув свої переконання і відійшов від мутазализму. Аль-Ашарі почав закладати філософсько-світоглядні основи ортодоксального Ісламу, для адекватної відповіді на раціоналістичну критику багатьох положень Корану і Сунни з боку критиків. З самого початку свого існування ашарити виступали проти мутазализму, однак самі ашарити були піддані критиці з боку асаритів, які не допускали алегоричних тлумачень Корану і Сунни пророка Мухаммеда. У період правління халіфа аль-Мамуна (813—833) і його безпосередніх наступників ашарити були піддані гонінням, через протистояння мутазалитам. Головною відмінністю від мутазалитів було те, що ашарити більш обережно підходили до вирішення ряду специфічних для калама питань: вони визнавали ізвічність «субстанціальних» божественних атрибутів (знання, волю, могутність, мову, зір, слух і життя); заперечували «створення» Корану щодо «сенсу», визнавали можливість «споглядання» (ру'йа) праведниками Аллаха в потойбічному світі, заперечуючи разом з тим можливість пояснення цього.

## Розум (акль) і традиція (накль)
В області світогляду ашарити стверджували пріоритет розуму (акль) перед релігійною традицією (накль), залишаючи за шаріатом функцію регулятора практичного життя мусульман. Однак, разом з цим, вони вважали необхідним беззастережне прийняття головних постулатів віри, а лише потім доказовість цих постулатів на основі положень розуму. При цьому ашарити брали доводи розуму для доведення положень віри, однак саме Одкровення повинно прийматися на віру. Таким чином, в системі ашаризму доводи розуму виявляються підпорядкованими положень віри. В рамках утвердження пріоритету розуму і визнання текстів Корану і Сунни Ашарі і його послідовники визнавали логічні методи дослідження проблем і застосовували їх у полеміці з мутазалитами.

## Свобода волі
Ашарити прагнули узгодити точки зору кадаритів і джабаритів та для вироблення «золотої середини» в питанні приречення і свободи вибору Абу аль-Хасан Алі аль-Ашарі ввів концепцію «касб» — «привласнення», згідно з якою Бог після створеної людської здатності або разом з нею він творить скоєну дію; якщо людина захоче цього і береться за цю дію, то така дія називається касб, отже це дія створена Богом і присвоєна певною людиною. Даним визначенням касба аль-Ашарі по суті відкинув здатність людини бути творцем своїх вчинків і дій. Учень аль-Ашарі аль-Бакіллані змінив термін «присвоєння», ввівши в нього поняття вибору і наміри «присвоєння». Більшість ашаритів вважали, що людина — місце збігу дії та здібностей, створених Богом і що всяка людська дія твориться Богом і тільки привласнюється людиною.

## Створення Корану
Ашарити вважали, що слова, вимова Корану створені, але сенс Корану споконвічний. Вони розрізняли «чуттєву», «словесно виражену» мову (калам хісси, калам лафзи) та «внутрішню», «про себе» (калам нафси).

## Принцип допустимості
Ашарити висунули принцип допустимості («все, що можна уявити, допустиме також і для думки»), який є різновидом методу «уявних припущень», типового для середньовічної філософії. Дотримуючись цього принципу, Фахруддін ар-Разі, допускав, що поряд з нашим світом можливо існують тисячі інших світів.

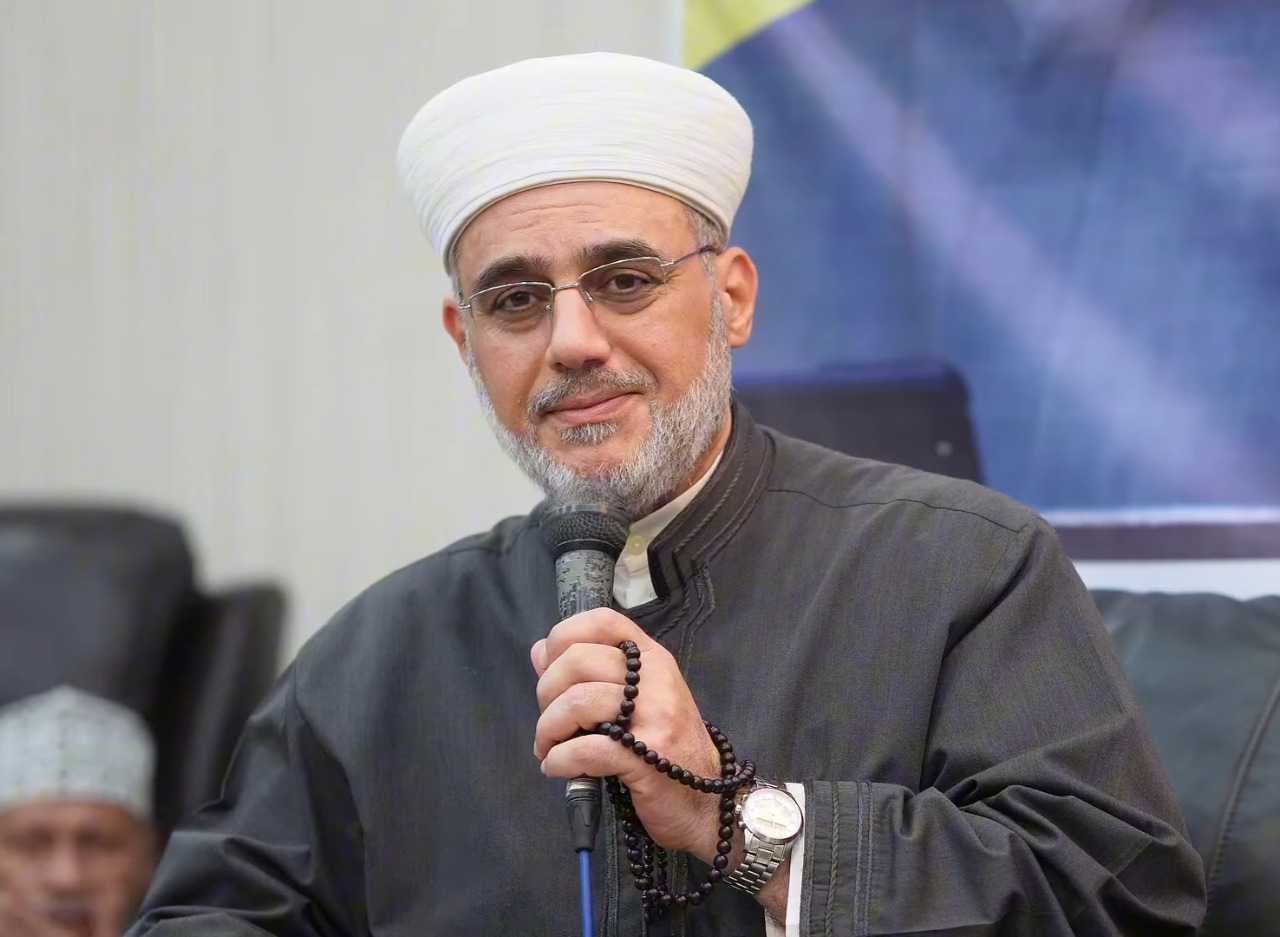
Са‘їд Фуда — сучасний проповідник ашаризму.

## Основні риси
Ашаризм, як і калам в цілому відрізняється раціоналізмом, антиавторитаризмом і виділенням уваги до філософської проблематики. Починаючи з діяльності аш-Шахрастані і ар-Разі відбувається зближення ісламу і східного перипатетизма, що завершилося у результаті їхнім злиттям. Ось, що про цю подібність писав аш-Шахрастані:
```
Те, що ви (фаласіфа) називаєте «мисленням Бога», ми (ашарити) називаємо «одвічним знанням», а то, що ви називаєте «провидінням», ми називаємо «споконвічною волею». І подібно до того як, з вашої точки зору, провидіння ґрунтується на знанні, точно так само, з нашої точки зору, воля буває спрямована на предмет воління відповідно до знання. Проте й іншим вченням немає ніякої різниці.
```

## Представники
Серед богословів, які зробили значний внесок у розвиток ашаритської школи калама, були такі відомі ісламські богослови, як аль-Бакіллані (пом. у 1013), Ібн Тахір аль-Багдаді (пом. у 1037), аль-Джувайні (пом. 1085), аль-Газалі (пом. в 1111), аш-Шахрастані (пом. в 1153) та інші. З послідовників ашаризму можна виділити аль-Куртуби (пом. у 1273), ан-Нававі (пом. в 1278), аль-Аскаляні (пом. у 1448) та ін.